# Zixiibacteriota
Zixiibacteriota o Zixibacteria es un filo candidato de bacterias recientemente propuesto, previamente conocido como RBG-1. Se conocen únicamente por secuencias genómicas recogidas del medio ambiente. Son los organismos dominantes en los sedimentos profundos y presenta un metabolismo muy versátil. Zixiibacteriota forma parte del grupo FCB junto a otros filos de bacterias relacionados.

## Metabolismo
El análisis gen por gen arrojó una predicción metabólica detallada para este organismo. En particular, el genoma codifica un extenso repertorio de enzimas redox que probablemente indican funciones de óxido-reducción de hierro y arsénico, transformaciones de compuestos de nitrógeno, metabolismo del hidrógeno y fermentación. Esta mezcla de vías aeróbicas y anaeróbicas probablemente confiere versatilidad metabólica, permitiendo que esta bacteria prolifere en condiciones cambiantes cerca de la capa freática.